# Иванча (област Велико Търново)
 За другото българско село вижте Иванча (Област Търговище).  
Ива̀нча е село в Северна България, община Полски Тръмбеш, област Велико Търново.

## География
Село Иванча се намира в Средната Дунавска равнина, на около 29 km северно от областния център град Велико Търново и 7 km югозападно от общинския център град Полски Тръмбеш. Разположено е по полегатия десен (южен) долинен склон на малката Елийска река, ляв приток на река Янтра. Надморската височина в центъра на селото при сградата на кметството е около 80 m, на юг нараства до около 120 m, а на север към реката намалява до около 60 – 65 m. Климатът е умереноконтинентален; почвите в землището са преобладаващо наносни и обикновени черноземни..
Общинският път през село Иванча води на север до връзка с третокласния републикански път III-502 и на изток по него към Полски Тръмбеш, а на юг – до връзка с третокласния републикански път III-504 и по него на юг до село Самоводене и към Велико Търново.
Землището на село Иванча граничи със землищата на: село Страхилово на север; село Климентово на североизток и изток; село Раданово на изток (граничен участък около 135 – 140 m); село Полски Сеновец на юг; село Стефан Стамболово на югозапад; село Обединение на запад.
В землището на Иванча южно от селото има микроязовир.
Населението на село Иванча, наброявало 1881 души при преброяването към 1934 г. и 2009 към 1946 г., намалява до 756 към 1992 г. и 288 (по служебен документ на НСИ от 31.12.2023 г.) към 2023 г.
Етническият състав на населението по численост и дял на етническите групи според преброяването през 2011 г. е:
|                     | Численост | Дял (в %) |
| Общо                | 465       | 100,00    |
| Българи             | 441       | 94,83     |
| Турци               | ...       | ...       |
| Цигани              | ...       | ...       |
| Други               | ...       | ...       |
| Не се самоопределят | 8         | 1,72      |
| Не отговорили       | 15        | 3,22      |

## История
По време на Руско-турската война (1877 – 1878 г.) за известно време в Иванча е била настанена Главната квартира на руските войски. След Руско-турската война (1877 – 1878) по Берлинския договор 1878 г. селото – дотогава в Османската империя, попада в Княжество България. При преброяването на населението на Княжество България на 1 януари 1881 г. селото фигурира с името Иванча в окръг Търново, околия Горна Оряховица, община Иванча и има население 836 души.
Иванча е старо селище. В османотурски регистри от 1430 г., 1585 г. и 1618 г. то се среща под имената Йованджа и Йованча.
Първото училище в селото е открито непосредствено след Освобождението през 1878 г. От 1890-те години то съществува като Народно основно училище „Георги Сава Раковски“. От 1914 г. то се помещава в построена от заможния селянин Ангел Терзиев двуетажна сграда в центъра на селото, а от 1929 г. – в нова училищна сграда. Последните архивни документи за училището са от 1985 г.
Читалището в село Иванча е създадено през ноември 1896 г. с наименование Иванченско селско читалище „Земеделец“, впоследствие Народно читалище „Земеделец“. Според първия устав, изработен от създателите му, целта на новосъздаденото читалище е „умственото и нравствено развитие на членовете му и на всички любители на науката, без разлика на вяра, пол и народност“. От 1952 г. към читалището е сформиран битов хор. След годишно събрание, проведено на 25 март 1943 г., наименованието се променя на Народно читалище „Просвета“. На 1 май 1973 г. е открита новата читалищна сграда.
Църквата „Свети Георги“ е построена през 1844 г. Била е вкопана в земята и затова много тъмна, поради което през 1874 г. е построена нова сграда за църква.
Кредитна кооперация „Съгласие“ в село Иванча е основана от 13 души през 1904 г. с първоначалното наименование „Взаимно спестовно земеделско дружество "Съгласие““ и започва да действа през 1908 г. Отначало тя доставя на своите членове плугове, триори и други земеделски машини. Преценили ползата от дейността ѝ, и други жители на селото се включват в нея. Впоследствие тя започва да доставя хибридни семена и овощни дървета от различни разсадници. След Първата световна война дейността ѝ закратко позамира. През 1922 г. кооперацията е преименувана на Кредитна кооперация „Съгласие“ и започва с доброволен труд строежа на собствена сграда върху предоставен от общината парцел земя. През периода на световната криза 1929 г. до 1934 г. кооперацията кредитира своите членове и ги запазва от разорение, като ги и подпомага с доставяне на машини, храни и други селскостопански потреби. През 1974 г. кооперацията се влива в Районната потребителна кооперация (РПК) – Полски Тръмбеш.
Трудово кооперативно земеделско стопанство (ТКЗС) в село Иванча е учредено през 1949 г. и става основен работодател на населението. През 1959 г. то влиза като комплексна бригада в състава на обединеното ТКЗС (ОТКЗС) „Първи май“ – село Обединение. След последващи реорганизации, стопанството в периода 1989 – 1992 г. отново е ТКЗС – Иванча, от 1992 г. е Частна земеделска кооперация (ЧЗК) „Възраждане - Иванча“, която след период в ликвидация през 1995 г. е прекратена.
През втората половина на 20 век в селото е имало футболен отбор „Вихър“ (Иванча), достигнал до тогавашната „В“ футболна група.

## Обществени институции
Село Иванча към 2024 г. е център на кметство Иванча.
В село Иванча към 2024 г. има:
- действащо читалище „Просвета 1896-Иванча“;[22][23]
- православна църква „Свети Георги“;[24]
- пощенска станция.[25]

## Културни и природни забележителности
В землището на село Иванча има археологически обекти със статут на Национална културна ценност (НКЦ):
- антично и средновековно селище, местност Селище, около 500 m юг-югоизточно от селото;
- антично селище, местност Бели локви, около 2 km югоизточно от селото;
- антично селище, местност Плачковец, около 2 km югозападно от селото;
- антично и средновековно селище, местност Кощра, около 2 km северно от селото.[26]

В центъра на село Иванча има Паметник на загиналите във войните, открит на 8 септември 2007 г. Изграден е в чест на жителите на селото, загинали за България. Имената им са написани върху двете плочи от черен гранит при основата на паметника.

## Редовни събития
Празник на селото е 7 ноември.

## Личности
- Борис Денев (1883 – 1969) започва работа през 1902 г. като основен учител по рисуване в училището в Иванча. Още през втората учебна година придобива известност между учителите и колегите от близките села заради особения начин, по който преподава рисуване, четене и писане. През 1905 г. изнася реферат[29] пред търновската окръжна учителска конференция на тема „Как да учим децата да рисуват“. Рефератът е придружен с нагледни демонстрации и изложба от детски рисунки. Инспекцията възлага на Борис Денев да ръководи курсове по рисуване за основните училища в цяла България. Тогава се поставя началото на това рисуване, което днес се застъпва в основните училища.
- Илия Великов Николов (1927 – ) е автор на книгите „Спомени“ и продължението ѝ „За кооперацията в село Иванча“. Той произхожда от стария иванчански род Първанови. След като завършва гимназия, той е активен участник в обществено-политическия живот. И до преклонна възраст има лично участие във всички по-важни събития в селото, общината и град Велико Търново, където работи дълги години, преди да се върне в Иванча след пенсионирането си, за да участва в създаването на ЧЗК „Съгласие“.[30]